# Bulgarische Leichtathletik-Hallenmeisterschaften 2023
Die Bulgarischen Leichtathletik-Hallenmeisterschaften 2022 wurden vom 27. bis zum 28. Januar in der Asics Arena in der Hauptstadt Sofia ausgetragen. Auch die Mehrkampf-Hallenmeisterschaften fanden am selben Wochenende ebendort statt.

## Medaillengewinner

### Männer
| Disziplin         | Gold                                                                           | Leistung       | Silber                                                                                 | Leistung       | Bronze                                                                             | Leistung       |
| ----------------- | ------------------------------------------------------------------------------ | -------------- | -------------------------------------------------------------------------------------- | -------------- | ---------------------------------------------------------------------------------- | -------------- |
| 60 m              | Slawi Mutafow                                                                  | 6,69 s PB      | Georgi Christow                                                                        | 6,83 s PB      | Wenelin Kamburow                                                                   | 6,91 s PB      |
| 200 m             | Borislaw Rapondschiew                                                          | 21,58 s PB     | Wenelin Kamburow                                                                       | 21,92 s PB     | Jordan Gjurow                                                                      | 22,08 s        |
| 400 m             | Jordan Gjurow                                                                  | 47,92 s PB     | Siljan Peschew                                                                         | 48,93 s PB     | Antonio Iwanow                                                                     | 49,15 s        |
| 800 m             | Iwan Iwanow                                                                    | 1:50,35 min PB | Martin Balabanow                                                                       | 1:52,87 min PB | Alex Wassilew                                                                      | 1:53,36 min    |
| 1500 m            | Stojan Wladkow                                                                 | 3:53,14 min PB | Martin Balabanow                                                                       | 3:53,54 min PB | Alex Wassilew                                                                      | 3:58,52 min PB |
| 3000 m            | Nikolai Parwanow                                                               | 8:29,30 min PB | Stojan Wladkow                                                                         | 8:34,21 min    | Miroslaw Spassow                                                                   | 8:39,52 min PB |
| 60 m Hürden       | Stanislaw Stankow                                                              | 7,94 s SB      | Dobromir Nikolow                                                                       | 8,06 s         | Christijan Patarow                                                                 | 8,11 s         |
| 4 × 400 m Staffel | Akademik Sofia Nikolaj Todorow Teodor Sopozki Konstantin Taschew Jordan Gjurow | 3:23,43 min    | CSKA Sofia Teo Petrow Kalojan Grebenitscharski Alexandar Ewtimow Borislaw Rapondschiew | 3:23,66 min    | Lokomotiv Russe Simeon Gerinski Alex Wassilew Wesselin Tscherwenkow Siljan Peschew | 3:24,31 min    |
| Hochsprung        | Tichomir Iwanow                                                                | 2,23 m         | Gabriel Mitow                                                                          | 2,04 m         | Janislaw Iliew                                                                     | 1,95 m         |
| Stabhochsprung    | Ewgeni Enew                                                                    | 5,10 m SB      | Wiktor Zenkow                                                                          | 4,82 m PB      | Kamen Zenkow                                                                       | 4,62 m         |
| Weitsprung        | Boschidar Sarabojukow                                                          | 7,95 m         | Dimitar Taschew                                                                        | 7,13 m PB      | Kalojan Ajranow                                                                    | 7,12 m PB      |
| Dreisprung        | Dimitar Taschew                                                                | 15,92 m PB     | Latschesar Waltschew                                                                   | 15,80 m        | Martin Totschew                                                                    | 14,80 m        |
| Kugelstoßen       | Christo Bankow                                                                 | 17,53 m        | Todor Petrow                                                                           | 15,74 m        | Galin Kostadinow                                                                   | 15,39 m        |
| Siebenkampf       | Krum Sachariew                                                                 | 4847 Punkte PB | Kamen Zenkow                                                                           | 4461 Punkte PB | Daniel Nemski                                                                      | 4063 Punkte PB |

### Frauen
| Disziplin      | Gold                 | Leistung       | Silber              | Leistung        | Bronze                            | Leistung       |
| -------------- | -------------------- | -------------- | ------------------- | --------------- | --------------------------------- | -------------- |
| 60 m           | Nikol Andonowa       | 7,51 s SB      | Galina Nikolowa     | 7,54 s          | Wiktorija Georgiewa               | 7,55 s         |
| 200 m          | Dewa-Marija Dragiewa | 24,42 s PB     | Wiktorija Georgiewa | 25,02 s SB      | Andrea Sawowa                     | 25,23 s PB     |
| 400 m          | Dewa-Marija Dragiewa | 54,82 s        | Andrea Sawowa       | 55,41 s PB      | Kristina Borukowa                 | 56,60 s SB     |
| 800 m          | Liljana Georgiewa    | 2:10,65 min SB | Silwija Georgiewa   | 2:13,75 min     | Iwa Tschilikowa                   | 2:22,22 min    |
| 1500 m         | Liljana Georgiewa    | 4:25,46 min SB | Dewora Awramowa     | 4:31,84 min PB  | Miliza Mirtschewa                 | 4:33,22 min    |
| 3000 m         | Miliza Mirtschewa    | 09:31,38 min   | Dewora Awramowa     | 09:36,92 min PB | Marinela Ninewa                   | 10:03,50 min   |
| 60 m Hürden    | Nikol Andonowa       | 8,47 s PB      | Iwa Alexandrowa     | 8,79 s          | Wassilena Antonowa                | 6,97 s         |
| Hochsprung     | Iren Sarabojukowa    | 1,78 m         | Wiwian Krastewa     | 1,60 m          | Wiktorija Milanowa Stela Geschewa | 1,55 m         |
| Stabhochsprung | Marija Kapuschewa    | 3,60 m         |                     |                 |                                   |                |
| Weitsprung     | Plamena Mitkowa      | 6,35 m PB      | Galina Nikolowa     | 6,29 m          | Milena Mitkowa                    | 6,14 m SB      |
| Dreisprung     | Alexandra Natschewa  | 13,34 m        | Dimana Jordanowa    | 12,88 m PB      |                                   |                |
| Kugelstoßen    | Michaela Petkowa     | 13,89 m        | Iwelina Milkowa     | 13,15 m PB      | Renata Todorowa                   | 12,82 m SB     |
| Fünfkampf      | Wiwian Krastewa      | 3637 Punkte PB | Iwa Alexandrowa     | 3424 Punkte     | Nadka Natschowa                   | 3205 Punkte PB |